# Massospora cicadina
Espèce
Massospora cicadina est une espèce de la famille des Entomophthoraceae.

## Description
Ce champignon est un pathogène qui infecte des cigales périodiques ayant des cycles de vie de 13 et 17 ans.
L'infection des cigales consiste en une insertion de spores qui croissent progressivement au bout de l'abdomen des cigales vivantes, ce qui engendre infertilité, transmission du pathogène et éventuellement la mort des celles-ci.

## Systématique
Le nom correct complet (avec auteur) de ce taxon est Massospora cicadina Peck.
Massospora cicadina a pour synonyme :
- Entomophthora cicadina (Peck) Bubák